# مشرق عربی

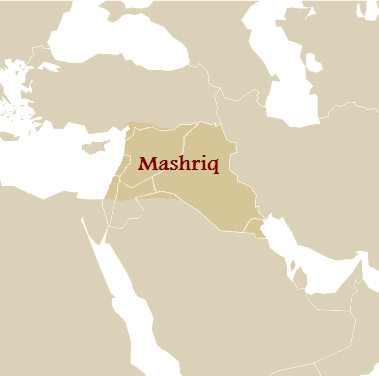
نقشه، منطقه شناخته شده به عنوان مشرق را به تصویر می‌کشد.

مشرق عربی (به عربی: المشرق العربي) یا به اختصار مشرق (به عربی: المشرق)، منطقهٔ شمال خاوری جهان عرب است که شامل شرق مصر است، در برابر مغرب عربی. مشرق عربی کشورهای لبنان، سرزمین‌های فلسطینی، اردن، سوریه و عراق را در بر می‌گیرد.
در واژه شاعرانه «مشرق» به معنای «محل برآمدن آفتاب» و از شرق عربی: ("درخشش، روشن، تابش" و "رو به افزایش") و با اشاره به شرق که در آن خورشید بالا می‌رود برگرفته شده‌است.
این شرایط جغرافیایی از گسترش اولیه تاریخ اسلامی به وجود آمده و این منطقه مشابه مناطق بلاد الشام و بین‌النهرین است که ترکیب شده‌است.
تا تاریخ ۲۰۱۴، مشرق محل زندگی ۱٫۷٪ از مردم جهان است.